# Liste der Mitglieder der National Academy of Sciences/1889
Im Jahr 1889 wählte die National Academy of Sciences der Vereinigten Staaten 6 Personen zu ihren Mitgliedern.

## Neugewählte Mitglieder
- Lewis Boss (1846–1912)
- Charles S. Hastings (1848–1932)
- Carlos Ibanez (1825–1891)
- Arthur Michael (1853–1942)
- Sereno Watson (1826–1892)
- Charles Abiathar White (1826–1910)